# 더 페인트
더 페인트(The Faint)는 미국의 록 밴드이다.